# Зјураткуљ
Зјураткуљ национални парк (рус. Зюраткуль) је основан 1993. године у јужном делу Саткиншког рејона (Чељабинска област, Урал). Парк се налази 30 km јужно од Сатке а 200 km западно од Чељабинска.
У оквиру парка налази се језеро Зјураткуљ, ретка планинска водена површина за Урал 754 м надморске висине, површине 13,2 km² и максималне дубине од 8 м. Вода је благо минерализована (≈50 мг / Л). Због своје чисте воде и спектакуларног пејзажа, Зјураткуљ се често назива "Уралска Рица".
Значајан је и број планинских ланаци, међу којима су и Зјураткуљски гребен (дужине 8 km, који се издижу на највишој тачки 1175 м). Други гребен, Нургуш, је највиша тачка у Чељабинској области са висином од 1406 m.

## Флора
На територији парка доминирају шуме — смрче, јеле, и местимично брезе. Богатство флоре доказује присуство 653 врста биљака, в укључујући сибирске и европске врсте (сибирска јела, европска смрча и др.). У Црвеној књизи Русије налази се 70 угрожених врста из парка, међу које спадају: госпина папучица, Cypripedium macranthos, надбродац, Anemone uralensis, салеп и Lobaria pulmonaria.

## Фауна
Животињски свет Зјураткуља чине 214 врсте, од тога 40 врсте сисара: предатори — 14 (медведи, вукови, лисице, куне, велике ласице и др.), копитари — 3 (лос, срна, и ређа дивља свиња), глодари — 2. У састав фауне улази и 17 врста риба (деверика, гргеч, липљен, манић, штука и др.), водоземци — 3, гмизавци — 6, птице — 145. Неке од ретких врста које се могу срести у парку акоје су увршетене у Црвену књигу Русије су: европски визон, сури орао, сиви соко, буљина, липљен, мнемозине и аполон.